# Джонстон, Чарлз Хепбёрн
Сэр Чарлз Хепбёрн Джонстон (англ. Charles Hepburn Johnston; 11 марта 1912, Лондон — 23 апреля 1986, там же) — британский дипломат, поэт и переводчик.
Окончил Оксфордский университет. В 1936—1971 годах состоял на дипломатической службе. Третий секретарь посольства Великобритании в Японии (1939—1940), с началом Второй мировой войны был интернирован, однако в 1942 году освобождён и назначен в британское посольство в Египте: второй секретарь (1942—1945), первый секретарь (1945—1948). В 1948—1951 годах — первый секретарь посольства в Испании.
В 1951—1953 годах занимал должность советника отдела Японии и Тихоокеанского региона, затем — на той же должности в отделе Китая и Кореи в МИД Великобритании. В 1956—1959 годах — посол Великобритании в Иордании. В 1960—1963 годах — губернатор Аденской колонии. В 1963 году, после объявления британских колоний в Южной Аравии протекторатами, — Верховный комиссар Великобритании в Адене и Протекторате Южной Аравии.
В 1963—1965 годах — второй заместитель министра иностранных дел Великобритании (англ. Deputy Under Secretary of State for Foreign Office). В 1965—1971 годах — Верховный комиссар Великобритании в Австралии. В 1971 году вышел в отставку. Командор (1953), рыцарь-командор (1959) и наконец рыцарь Большого креста (1971) Ордена Святого Михаила и Святого Георгия; кроме того, в 1960 году был произведён в рыцари Ордена Святого Иоанна Иерусалимского.
Одновременно с дипломатической работой на протяжении всей жизни писал и публиковал стихи, а также работал над переводами с русского языка. Связь Джонстона с русской культурой объясняется его браком: в 1944 году он женился на княжне Наталье Константиновне Багратион-Мухранской (1914—1984), дочери князя Константина Багратиона-Мухранского (1889-1915) и княжны императорской крови Татьяны Константиновны. Первый перевод Джонстон выполнил совместно с женой: это были «Записки охотника» (англ. A Sportsman's Notebook) Ивана Тургенева, изданные в 1950 году (перевод был подписан «Чарлз и Наташа Хепбёрн») и с тех пор неоднократно переиздававшиеся.
Чарлз Хепбёрн Джонстон опубликовал две книги стихов, «К Леагру и другие стихотворения» (англ. For Leagros and other poems, 1940) и «В сторону Мозамбика и другие стихотворения» (англ. Towards Mozambique and other poems, 1947) под именем Чарлз Хепбёрн; известно, что вопросы публикации второго из этих сборников он обсуждал с Лоуренсом Дарреллом, своим сослуживцем по британскому посольству в Египте. Затем, после длительной паузы, последовали книги, изданные под именем Чарлз Джонстон: «Устье в Шотландии» (англ. Estuary in Scotland, 1974), «Стихи и путешествия» (англ. Poems and journeys, 1979), «Реки и фейерверки» (англ. Rivers and fireworks, 1980), «Разговор о последнем поэте» (англ. Talk about the last poet, 1981), «Шуазель и Талейран» (англ. Choiseul and Talleyrand, 1982), «Ирландские огни» (англ. The Irish lights, 1983), «Избранные стихотворения» (англ. Selected poems, 1985).
Из стихотворных переводов Джонстона наибольший резонанс вызвал перевод «Евгения Онегина» размером подлинника с сохранением рифмовки, то есть онегинской строфой; этот перевод вышел в 1977 году. Среди прочего, под влиянием джонстоновского перевода свой роман в стихах онегинской строфой «Золотые ворота» написал индийский поэт Викрам Сет. Двумя изданиями — в Англии (1983) и в США (1984) — вышла книга переводов Джонстона из Пушкина и Лермонтова под общим названием «Повествовательные поэмы» (англ. Narrative Poems), включающая пушкинских «Графа Нулина», «Моцарта и Сальери» и «Медного всадника» и лермонтовских «Мцыри» (англ. The Novice) и «Тамбовскую казначейшу». Джонстоном был также опубликован перевод лермонтовского «Демона». Незадолго до смерти он начал работу над переводом поэмы Николая Некрасова «Мороз, Красный нос».
Кроме того, Джонстон опубликовал три книги записок. Первая, «Вид со Стимер-Пойнта» (англ. The view from Steamer Point; 1960), охватывает период его работы в Адене; вторая, «Мо и другие оригиналы» (англ. Mo and other originals; 1971) — египетский период; третья, «Берег Иордана» (англ. The brink of Jordan; 1972) — период работы в Иордании.

## Комментарии
1. ↑  Таким образом, Наталья Константиновна приходилась по матери внучкой великому князю Константину Константиновичу (К. Р.), а по отцу — четвероюродной сестрой Леониде Георгиевне Багратион-Мухранской[2].
2. ↑  Стимер-Пойнт (араб. Ат-Тавахи) — название района в Адене.
3. ↑  Сокращённым Мо Джонстон называет своего дворецкого Мохаммеда Абуди.